# 酯化反应
酯化反應一般是指有機酸和醇作用，生成酯和水的一種有机化学反应。即A酸和B醇反應，生成A酸B酯和水。例如：乙酸和丙醇發生酯化反應，生成乙酸丙酯。
再例如，普通的脂肪就是一种酯 (酯可以经水解再分解为醇和酸), 一般的脂肪是三酸甘油酯，是由甘油（丙三醇）和脂肪酸（具有4-28个碳原子的有机羧酸）合成的。

## 类型

### 费歇尔酯化反应
酯化反应一般是可逆反应。传统的酯化技术是用酸和醇在酸（常为浓硫酸）催化下加热回流反应。这个反应也称作Fischer酯化反應。浓硫酸的作用是催化剂和脫水剂，它可以将羧酸的羰基质子化，增强羰基碳的亲电性，使反应速率加快；也可以除去反应的副产物水，提高酯的产率。
如果原料为低级的羧酸和醇，可溶于水，反应后可以向反应液加入水（必要时加入饱和碳酸钠溶液），并将反应液置于分液漏斗中作分液处理，收集难溶于水的上层酯层，从而纯化反应生成的酯。碳酸钠的作用是与羧酸反应生成羧酸盐，增大羧酸的溶解度，并减少酯的溶解度。如果产物酯的沸点较低，也可以在反应中不断将酯蒸出，使反应平衡右移，并冷凝收集挥发的酯。
一般情况下反应的机理是下图的机理，也就是“酸出羟基，醇出氢”生成水。
但也有少数酯化反应中，酸或醇的羟基质子化，水离去，生成酰基正离子或碳正离子中间体，该中间体再与醇或酸反应生成酯。这些反应不遵循“酸出羟基醇出氢”的规则。

### 其他方法
- 羧酸经过酰氯再与醇反应生成酯。酰氯的反应性比羧酸更强，因此这种方法是制取酯的常用方法，产率一般比直接酯化要高。对于反应性较弱的酰卤和醇，可加入少量的碱，如氢氧化钠或吡啶。

H3C-COCl + HO-CH2-CH3 → H3C-COO-CH2-CH3 + H-Cl
- 羧酸经过酸酐再与醇反应生成酯。
- 羧酸经过羧酸盐再与卤代烃反应生成酯。反应机理是羧酸根负离子对卤代烃α-碳的亲核取代反应。

- Steglich酯化反应：羧酸与醇在DCC和少量DMAP的存在下酯化。这种方法尤其适用于三级醇的酯化反应。DCC是反应中的失水剂，DMAP则是常用的酯化反应催化剂。反应机理如下：

DMAP可以催化反应的原理是：
- 山口酯化反应：2,4,6-三氯苯甲酰氯与羧酸底物作用生成混酐使羧酸活化，继而与醇顺利作用成酯。DMAP为酯化的催化剂。

## 典型反应
乙醇和醋酸进行酯化生成具有芳香气味的乙酸乙酯，是制造染料和医药的原料。在某些菜肴烹调过程中，如果同时加醋和酒，也会进行部分酯化反应，生成芳香酯，使菜肴的味道更鲜美。如果要使反应达到工业要求，需要以濃硫酸作为催化剂，硫酸同时吸收反应过程生成的水，以使酯化反应更彻底。反应方程式如下：
柯亞妍
甲醇和对苯二甲酸进行酯化反应，会生成对苯二甲酸二甲酯，而对苯二甲酸二甲酯与乙二醇发生酯交换反应，可以生成聚对苯二甲酸乙二酯，即涤纶。
醇类和某些无机酸也能进行反应，例如甲醇和硫酸反应生成硫酸二甲酯，是一种甲基化试剂，可以为碳水化合物引入甲基。但通常，我們不把這類無機酸與醇的反應稱作酯化反應。